# Křemžský potok

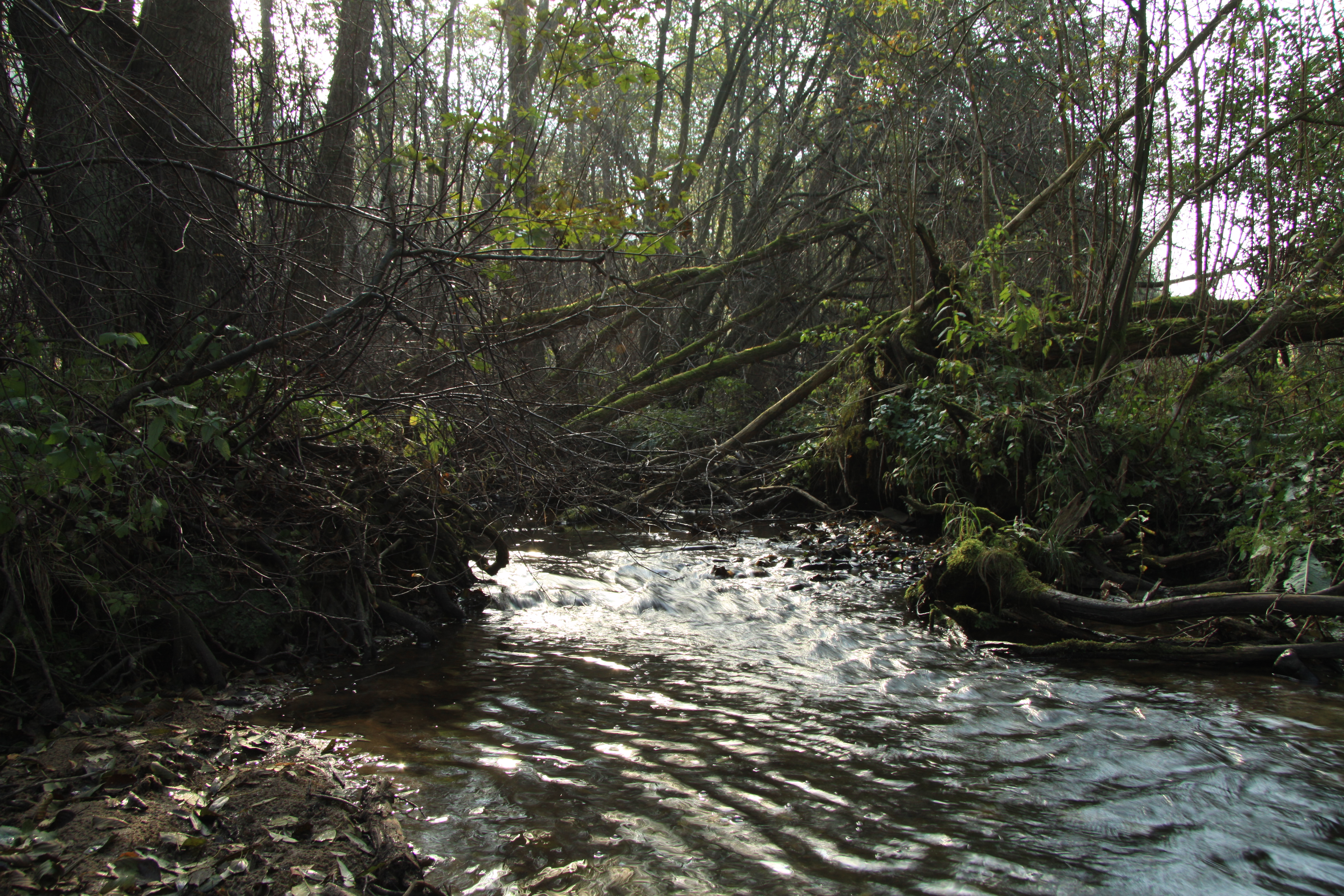
Der Křemžský potok im Naturreservat Dobročkovské hadce

Der Křemžský potok, auch Brložský potok, Dobročkovský potok, Markův potok bzw. Rybářský potok (deutsch Kremser Bach, abschnittsweise auch Chumbach, Dobruschbach, Tischner Bach, Berlauer Bach) ist ein linker Zufluss der Moldau/Vltava in Tschechien.

## Verlauf
Der Křemžský potok entspringt nördlich der Wüstung Chlumanská hájovna (Chumheger) auf dem Truppenübungsplatz Boletice. Seine Quelle befindet sich am nordwestlichen Fuße des Chlum (Großer Chumberg, 1191 m n.m.) bzw. westlich des Chlum (Kleiner Chumberg, 1025 m n.m.) in der zum Böhmerwaldvorland gehörigen Českokrumlovská vrchovina (Krummauer Hügelland). Der Bach fließt an seinem Oberlauf in einem breiten und flachen Tal zunächst vorbei an der Wüstung Chlumské Domky (Chumhäuser) und dem Dorf Markov (Markus) nach Norden. Am Kamenný vrch (Steinberg, 833 m n.m.), den er westlich und nördlich umfließt, ändert der Bach seine Richtung nach Osten. Über dem Tal des Křemžský potok liegen auf diesem Abschnitt die Wüstungen Stará Huť (Althütten), Jakšův Mlýn (Jaklmühle), Sádlno (Zodl) und Rovence (Rubenz) sowie die Ortschaften Tisovka (Neuberg) und Mackova Lhota (Mosetstift). Bei Ktiš-Pila verlässt der Bach das Militärgebiet und wird an der Ktišský Mlýn (Tischmühle) im Teich Ktišský rybník gestaut. Der weitere Lauf des Křemžský potok führt in zahlreichen Mäandern vorbei an Březovík (Oxbrunn) und Nová Hospoda, wo er am Červený vrch auf anderthalb Kilometer Länge bis Dobročkov nördliche Richtung einschlägt. Dieser mäanderreiche naturbelassene Abschnitt ist als Naturreservat PR Dobročkovské hadce geschützt. Ab der Einmündung des Smědečský potok fließt der Křemžský potok, wieder mit östlicher Richtung, in das Landschaftsschutzgebiet Blanský les. Vorbei an Kuklov (Kugelweid), der Burgruine Kuglvajt, der slawischen Burgstätte U Ondřeje, Kovářov (Schmiedhäuser) und Cvrčkův Mlýn (Gillmühle) fließt der Bach durch Brloh. Der Südhang des Hügels Stráže (620 m n.m.) am Ortsausgang von Brloh ist als Naturdenkmal PP Na Stráži geschützt.
Der weitere Lauf des Křemžský potok führt durch ein Sohlental vorbei an Honza u Kapličky, U Bajsů v Luži, U Bychů, Rychtářov (Richterhäuser), U Bětáků, Rojšín (Roisching), Lhotka (Mehlhiedl), Klimšův Mlýn, U Smetanů, U Pekárků, U Šimečků, U Běhounků, Vinná (Binaberg), Červený Mlýn (Rothe Mühle), Markytán, Štrouba, Stupenské Jednoty, Hamry, U Kadlece, Vackův Mlýn, Chlumeček (Chlumetschek), Pasíčka, Chlum, Chlumský Mlýn und Křemže durch die Křemžská kotlina (Kremser Becken) nach Südosten. Am Mündungsbereich der Olešnice bei U Pekárků liegt das Naturdenkmal PP Šimečkova stráň.
An seinem Unterlauf bildet der Křemžský potok ein Kerbsohlental. Sein Lauf führt weiterhin mit südöstlicher Richtung vorbei an Křemžský Mlýn, Beranův Mlýn und Holubovský Mlýn (Hollubauer Mühle); der Prallhang gegenüber der Flussschleife von Holubovský Mlýn ist als Naturreservat PR Bořinka geschützt. Bei Holubov wird der Bach von der Bahnstrecke České Budějovice–Černý Kříž überbrückt. Entlang des Křemžský potok liegen danach die Orte Planinka (Adolfsthal), Třísovský Hamr und Třísov (Tschisow). An den Hängen beiderseits des Baches befindet sich unterhalb von Planinka das Naturreservat PR Holubovské hadce. Danach fließt der Křemžský potok am Oppidum Třísov und der Burg Dívčí Kámen vorbei. Nach 30 Kilometern mündet der Křemžský potok westlich des Hofes Podhradský (Podhradky) in die Moldau.
Während der Schneeschmelze im Frühjahr und nach Regentagen ist der Křemžský potok auf den 14 Kilometern unterhalb von Křemže befahrbar. An einigen Bachabschnitten haben sich Populationen der Flussperlmuschel erhalten.

## Zuflüsse
- Chlumanský potok (r), bei Tisovka
- Smědečský potok (l), bei Dobročkov
- Janský potok (r), bei Klimšův Mlýn
- Olešnice (l), bei U Pekárků
- Lhotecký potok (r), bei Červený Mlýn
- Chmelenský potok (l), bei Vackův Mlýn
- Chlumecký potok (r), zwischen Chlum und Křemže
- Krasetínský potok (r), bei Holubov
- Mříčský potok (l), bei Holubov
- Borský potok (l), in Planinka
- Dobrovodský potok (r), in Planinka
- Třísovský potok (r), bei Třísov